# شهرستان حمدانیه
شهرستان حمدانیه (به عربی: الحمدانیة) یک منطقهٔ مسکونی در عراق است که در استان نینوا واقع شده‌است. شهرستان حمدانیه ۱٬۱۵۵ کیلومتر مربع مساحت و ۱۲۵٬۶۶۵ نفر جمعیت دارد.